# Urotropis bicornis
Urotropis bicornis är en mångfotingart som beskrevs av Demange 1972. Urotropis bicornis ingår i släktet Urotropis och familjen Spirostreptidae. Inga underarter finns listade i Catalogue of Life.